# Drapetis plagiata
Drapetis plagiata är en tvåvingeart som beskrevs av Mario Bezzi 1908. Drapetis plagiata ingår i släktet Drapetis och familjen puckeldansflugor.
Artens utbredningsområde är Kongo. Inga underarter finns listade i Catalogue of Life.